# Premio Pasinetti
Il Premio Pasinetti è uno dei premi della Mostra internazionale d'arte cinematografica di Venezia. È dedicato a Francesco Pasinetti, regista, sceneggiatore, critico cinematografico e fotografo italiano. Il Premio è assegnato dal Sindacato Nazionale Giornalisti Cinematografici Italiani (SNGCI).

## Premi collaterali
- Premio FIPRESCI (Fédération Internationale de la Presse Cinématographique, Federazione Internazionale della Stampa Cinematografica)
- Premio SIGNIS (Associazione Cattolica Mondiale per la Comunicazione)
- Premio Wella Cinema Donna (dal nome della multinazionale della cosmesi, sponsor della Mostra Cinematografica)
- Premio per lo Stile Persol (sponsor della Mostra Cinematografica)
- Premio Settimana Internazionale della Critica (promossa dal Sindacato Nazionale Critici Cinematografici Italiani – SNCCI)
- Premio Isvema[1] per un film della Settimana Internazionale della Critica (SNCCI)
- Premio Label Europa Cinemas - Giornate degli Autori (assegnato da una giuria di gestori di sale del circuito europeo)

Il premio viene assegnato al miglior film, ai migliori interpreti maschili e femminili, ecc. scelti in tutte le sezioni della Mostra dai giornalisti accreditati del SNGCI (Sindacato Nazionale Giornalisti Cinematografici Italiani).

## Vincitori del premio Pasinetti
- 1958 - Il volto, Ingmar Bergman
- 1959 - Come back, Africa, Lionel Rogosin
- 1960 - Ombre, John Cassavetes
- 1962 - Questa è la mia vita, Jean-Luc Godard
- 1967 - Bella di giorno , Luis Buñuel, migliore film (alla pari con Mouchette - Tutta la vita in una notte, Robert Bresson)
- 1970 - Wanda, Barbara Loden miglior film straniero
- 1971 - I diavoli, miglior film straniero
- 1972 - Arancia meccanica, Stanley Kubrick
- 1980 - Vivere alla grande, migliore attore, George Burns, Art Carney, Lee Strasberg

Gli amori di Richard (regia di Anthony Harvey), migliore attrice, Liv Ullmann
Aulad el rih - Les enfants du vent, migliore attore, Brahim Tsaki
- 1981 - Caccia alla strega, migliore attrice Lil Terselius

Il principe della città, migliore film, Sidney Lumet
L'assoluzione, miglior attore, Robert Duvall
- 1982 - Imperative, miglior film, Krzysztof Zanussi

Il volo dell'aquila, migliore attore, Max von Sydow
La tempesta, migliore attrice, Susan Sarandon
- 1983 - Una gita scolastica, migliore attore, Carlo Delle Piane

Zelig, migliore film, Woody Allen
- 1984 - Claretta, migliore attrice, Claudia Cardinale

L'anno del sole quieto, migliore film, Krzysztof Zanussi
I trampoli (del regista spagnolo Carlos Saura), migliore attore, Fernando Fernán Gómez
- 1985 - La nave faro, migliore attore, Robert Duvall

Mamma Ebe, migliore attrice, Barbara De Rossi
Mer mankutyan tangon, migliore film, Albert Mkrtchyan
- 1986 - Romance, migliore attore, Walter Chiari
- 1987 - Drachenfutter, (Dragon's Food), migliore film, Jan Schütte

La casa dei giochi (House of Games), migliore film, David Mamet
- 1988 - Ornella Muti, miglior attrice per Codice privato di Francesco Maselli
- 1989 - Massimo Troisi, migliore attore per Che ora è

Voglio tornare a casa! (I Want to Go Home), migliore film, Alain Resnais
È stata via (She's Been Away), migliore attrice, Peggy Ashcroft
- 1993 - Un'anima divisa in due, migliore attore, Fabrizio Bentivoglio
- 1994 - Lamerica, migliore film, Gianni Amelio

Assassini nati, migliore attrice, Juliette Lewis
Prima della pioggia, migliore attore, Rade Šerbedžija
- 1995 - La commedia di Dio, miglior film, João César Monteiro

L'uomo delle stelle, miglior attore, Sergio Castellitto
Il buio nella mente, miglior attrice, ex aequo Sandrine Bonnaire & Isabelle Huppert
- 1996 - Pianese Nunzio, 14 anni a maggio, migliore attore, Fabrizio Bentivoglio
- 1997 - L'ospite d'inverno, migliore attrice, Emma Thompson

Ovosodo, migliore attore, Edoardo Gabbriellini
Giro di lune tra terra e mare, migliore film, Giuseppe M. Gaudino
- 1998 - I giardini dell'Eden, migliore attore, Kim Rossi Stuart
- 1999 - Un uomo perbene, migliore film, Maurizio Zaccaro

Una relazione privata (Une liaison pornographique), migliore attore, Sergi López
Rien à faire (regia di Marion Vernoux), migliore attrice, Valeria Bruni Tedeschi
Diciassette anni (Guo nian hui jia), menzione speciale al regista, Yuan Zhang
- 2000 - I cento passi, Marco Tullio Giordana
- 2001 - Il voto è segreto (Raye Makhfi), migliore film, Babak Payami

Luce dei miei occhi, migliore attore, Luigi Lo Cascio e migliore attrice, Sandra Ceccarelli
- 2002 - Velocità massima, migliore film, Daniele Vicari, menzione speciale come migliore attore, Valerio Mastandrea
- 2003 - L'acqua... il fuoco, migliore film, Luciano Emmer

Buongiorno, notte, migliore interpretazione, Maya Sansa e Roberto Herlitzka
- 2004 - Le chiavi di casa migliore film, Gianni Amelio, migliore attore, Kim Rossi Stuart

CinquePerDue - Frammenti di vita amorosa, migliore attrice, Valeria Bruni Tedeschi
Vento di terra, premio per il film più innovativo, Vincenzo Marra
- 2005 - Good Night, and Good Luck., migliore film, George Clooney

Texas, premio per il film più innovativo, Fausto Paravidino
Elio Petri: appunti su un autore, migliore film, Federico Bacci, Stefano Leone, Nicola Guarneri
- 2006 - Nuovomondo, migliore film Emanuele Crialese

La stella che non c'è, migliore attore, Sergio Castellitto
Cuori, migliore attrice, Laura Morante
- 2007 - Non pensarci, miglior film, Gianni Zanasi

La ragazza del lago, miglior attore, Toni Servillo
Valzer, miglior attrice, Valeria Solarino
- 2008 - Pranzo di Ferragosto, miglior film, Gianni Di Gregorio

Il papà di Giovanna, miglior attore, Silvio Orlando
Un giorno perfetto, miglior attrice, Isabella Ferrari
Pa-ra-da, menzione speciale, Marco Pontecorvo
- 2009 - Lo spazio bianco, miglior film, Francesca Comencini

Baarìa, miglior film, Giuseppe Tornatore
Armando Testa - Povero ma moderno, miglior film, Pappi Corsicato
La doppia ora, miglior attore, Filippo Timi
Lo spazio bianco, miglior attrice, Margherita Buy
Il grande sogno, Pasinetti speciale, Riccardo Scamarcio
- 2010 - 20 sigarette, miglior film, Aureliano Amadei

La solitudine dei numeri primi, miglior attrice, Alba Rohrwacher
- 2011 - Terraferma, miglior film, Emanuele Crialese

L'ultimo terrestre, Pasinetti speciale, Gian Alfonso Pacinotti
- 2013 - Miglior film: Still Life regia di Uberto Pasolini

Miglior attore, Antonio Albanese per L'intrepido
Miglior attrice, Elena Cotta per Via Castellana Bandiera e Alba Rohrwacher per Via Castellana Bandiera e Con il fiato sospeso
Pasinetti speciale a Enrico Maria Artale per l'opera prima Il terzo tempo e a Maria Rosaria Omaggio per l'interpretazione nel film Walesa - Uomo della speranza
- 2014 - Miglior film: Anime Nere, regia di Francesco Munzi

Miglior attore: Elio Germano per Il giovane favoloso
Miglior attrice: Alba Rohrwacher per Hungry Hearts
menzioni speciali: I nostri ragazzi di Ivano De Matteo, Hungry Hearts di Saverio Costanzo e Pierfrancesco Favino per Senza nessuna pietà
- 2015 - Miglior film: Non essere cattivo, regia di Claudio Caligari

Miglior attore: Luca Marinelli per Non essere cattivo
Miglior attrice: Valeria Golino per Per amor vostro
menzioni speciali: La prima luce di Vincenzo Marra, per la regia e l'interpretazione di Riccardo Scamarcio
- 2016 - Miglior film: Indivisibili, regia di Edoardo De Angelis

Miglior attore: Michele Riondino per La ragazza del mondo
Miglior attrice: Sara Serraiocco per La ragazza del mondo
menzioni speciali a Angela Fontana e Marianna Fontana per Indivisibili e al cast di Piuma
- 2017 - Miglior film: Ammore e malavita, regia dei Manetti Bros.

Premio anche per il cast di Ammore e malavita
- 2018 - Miglior film: Capri-Revolution, di Mario Martone

Premio speciale a Sulla mia pelle, per la regia di Alessio Cremonini e le interpretazioni di Alessandro Borghi e Jasmine Trinca
- 2019 - Miglior film: Il sindaco del Rione Sanità, regia di Mario Martone

Miglior attore: Francesco Di Leva e Massimiliano Gallo per Il sindaco del Rione Sanità
Miglior attrice: Valeria Golino per 5 è il numero perfetto, Adults in the room, Tutto il mio folle amore
Premio speciale a Citizen Rosi, regia di Didi Gnocchi e Carolina Rosi
- 2020 - Miglior film: Le sorelle Macaluso regia di Emma Dante

Miglior attore: Alessandro Gassman per Non odiare
Miglior attrice: L'intero cast femminile del film per Le sorelle Macaluso
- 2021 - Miglior film: È stata la mano di Dio regia di Paolo Sorrentino

Miglior attore: Toni Servillo per Qui rido io
Miglior attrice: Teresa Saponangelo per È stata la mano di Dio
Premio Speciale: Freaks Out, regia di Gabriele Mainetti
- 2023 - Miglior film: Io capitano, regia di Matteo Garrone

- 2024 - Miglior film: Iddu - L'ultimo padrino, regia di Fabio Grassadonia e Antonio Piazza